# Jonas Uddenmyr
Jonas Uddenmyr, född 31 augusti 1947 i Töreboda, är en svensk skådespelare.

## Biografi
Efter skådespelarutbildning hos Bernhard Krook och senare Statens scenskola i Stockholm, engagerades Uddenmyr vid Riksteatern samt Pistolteatern (1976-1986) och Boulevardteatern där han bland annat medverkade i Onkel Vanja 1993.
Sina många lyckade teaterroller till trots, är han förmodligen mest känd för sin roll som Allan Redo i barnprogrammet med samma namn.

## Filmografi
- 1975 – Skärseld
- 1984 – Två solkiga blondiner
- 1990 – Hemligheten
- 1991 – T. Sventon och fallet Isabella
- 1992 – Jönssonligan & den svarta diamanten
- 1993 – Tryggare kan ingen vara ......
- 1994 – Stockholm Marathon
- 1998 – Beck – Vita nätter
- 2000 – Jönssonligan spelar högt
- 2000 – Pelle Svanslös och den stora skattjakten
- 2005 – Moreno och tystnaden

## TV-produktioner
- 2005 – Lovisa och Carl Michael (TV-serie)
- 2004 – Linné och hans apostlar (TV-serie)
- 2001 – Gustav III:s äktenskap (TV-serie)
- 2001 – Kvinna med födelsemärke (TV-serie)
- 2000 – Nya tider (TV-serie)
- 1998 – Tre Kronor (TV-serie)
- 1998 – Ivar Kreuger (TV-serie)
- 1998 – S:t Mikael (TV-serie)
- 1998 – Pip-Larssons (TV-serie)
- 1997 – Pelle Svanslös (TV-serie)
- 1994 – Läckan (TV-serie)
- 1993 – Snoken (TV-serie)
- 1991 – Uppfinnaren (TV-serie)
- 1989 – Hassel – Terrorns finger
- 1989 – Hassel – Slavhandlarna
- 1987 – Goda grannar (TV-serie)
- 1986 – Hassel – Anmäld försvunnen
- 1986 – Prästkappan (TV-serie)
- 1982 – Allan Redo (TV-serie)

## Teater

### Roller
| År   | Roll               | Produktion | Regi            | Teater                   |
| ---- | ------------------ | --- | --------------- | ------------------------ |
| 1972 |                    | Romeo och Julia William Shakespeare                                                                            | Bernhard Krook  | Hallwylska palatset      |
| 1991 | Medverkande        | Flott & lagom Sven Hugo Persson, Kar de Mumma, Calle Norlén, Carl Zetterström, Tomas Tivemark, Katrin Sundberg | Thomas Ryberger | Stora teatern, Stockholm |
| 1993 | Ilja Ilitj Telegin | Onkel Vanja (Дядя Ваня, Djadja Vanja) Anton Tjechov                                                            | Joachim Siegård | Boulevardteatern         |